# Delfán megye

Loresztán tartomány megyéinek elhelyezkedése

Delfán megye (perzsául: شهرستان دلفان) Irán Loresztán tartománynak egyik északnyugati megyéje az ország nyugati részén. Északnyugaton Kermánsáh tartomány és Hamadán tartomány, keleten Borudzserd megye, délkeleten, délen Szelszele megye, délen Csegeni megye, nyugaton Kuhdast megye határolja. Székhelye és egyben egyetlen városa az 56 000 fős Nurábád városa. A megye lakossága 137 385 fő. A megye három kerületre oszlik: Központi kerület, Kákavand kerület, Háve kerület.
Delfán megye Loresztán tartomány egyik hegyvidéki megyéje, Loresztán északnyugati részén. Székhelye, Nurábád egyike azon öt iráni városnak, melyek magasabban fekszenek, mint 2000 méter. A telek nagyon hidegek szoktak lenni ezen a területen. A helyiek a laki nyelvet beszélik.

## Fordítás
- Ez a szócikk részben vagy egészben  a   Delfan County című angol Wikipédia-szócikk ezen változatának fordításán alapul.  Az eredeti cikk szerkesztőit annak laptörténete sorolja fel. Ez a jelzés csupán a megfogalmazás eredetét és a szerzői jogokat jelzi, nem szolgál a cikkben szereplő információk forrásmegjelöléseként.